# Micol Corsiani
Micol Corsiani (26 maggio 1996) è una calciatrice italiana, difensore della Worange Pistoia e già delle nazionali giovanili dell'Italia Under-17 e Under-19.

## Carriera

### Club
Micol Corsiani inizia la sua attività sportiva nelle giovanili del Giglio Calcio inserita anche nella rosa delle titolari disputando il Campionato regionale Toscana di Serie C.
Nell'estate 2010 si tessera con il Firenze che la inserisce nella formazione che disputa il Campionato Primavera. Le prestazioni offerte nella stagione della giovanile convince la società ad inserirla in rosa con la squadra titolare.
Partita come riserva del reparto difensivo, Corsiani fa il suo debutto in Serie A nel corso della stagione 2011-2012 conclusa con 2 presenze ma già alla successiva ottiene il posto da titolare.
Un grave incidente subito all'inizio della stagione 2014-2015 la costringe a sottoporsi ad un'operazione al peroniero della caviglia sinistra il 10 settembre 2014 e a rimanere distante dal campo di gara per tutta la prima parte del campionato.

### Nazionale
Dopo essere stata convocata al Centro tecnico federale di Coverciano per essere valutata nelle selezioni per la Nazionale italiana Under-17, viene inserita in rosa per disputare le qualificazioni al campionato europeo di categoria 2013. Con le Azzurrine fa il suo esordio il 15 settembre 2012, in occasione della partita valida per il primo turno di qualificazione disputata con le pari età dell'Inghilterra e terminata con la vittoria dell'Italia per 4-1. Ottenuto l'accesso al secondo turno grazie alla terza posizione tra le seconde del torneo, l'Italia inserita nel Gruppo 4 non riuscirà a qualificarsi per la fase successiva e Corsiani conclude la sua avventura con le Azzurrine U-17 con 4 presenze.
L'anno successivo viene convocata nell'Under-19 e selezionata per rappresentare l'Italia nelle qualificazioni all'Europeo di Norvegia 2014. Colleziona un'unica presenza il 23 settembre 2013, nella prima fase di qualificazione, incontro vinto per 4-0 sulle pari età dell'Albania.